# Contea di Clearfield
La contea di Clearfield (in inglese Clearfield County) è una contea dello Stato della Pennsylvania, negli Stati Uniti. La popolazione al censimento del 2000 era di 83 382 abitanti. Il capoluogo di contea è Clearfield.

## Geografia
La contea si trova nella parte centrale dello Stato. Ha un territorio collinare ed è delimitata a est dal Susquehanna e dal Moshannon Creek. Altri corsi e bacini idrici includono i torrenti Clearfield, Chest, Sandy Lick e Bennett Branch Sinnemahoning, il Treasure Lake, e i bacini di Curwensville e Du Bois.
La contea fu creata nel 1804 e prese il nome dal Clearfield

### Contee confinanti
- Contea di Elk - nord
- Contea di Cameron - nord-est
- Contea di Clinton - nord-est
- Contea di Centre - est
- Contea di Blair - sud-est
- Contea di Cambria - sud
- Contea di Indiana - sud-ovest
- Contea di Jefferson - ovest

## Storia
La contea fu creata nel 1804 da parte delle contee di Lycoming e Huntingdon e prese il nome dal Clearfield Creek.

## Centri abitati[5]

### City
- DuBois

### Borough
- Brisbin
- Burnside
- Chester Hill
- Clearfield (capoluogo)
- Coalport
- Curwensville
- Falls Creek
- Glen Hope
- Grampian
- Houtzdale
- Irvona
- Mahaffey
- New Washington
- Newburg
- Osceola Mills
- Ramey
- Troutville
- Wallaceton
- Westover

### Township
| - Beccaria - Bell - Bigler - Bloom - Boggs - Bradford - Brady - Burnside - Chest - Cooper | - Covington - Decatur - Ferguson - Girard - Goshen - Graham - Greenwood - Gulich - Huston - Jordan | - Karthaus - Knox - Lawrence - Morris - Penn - Pike - Pine - Sandy - Union - Woodward |